# Galatasaray SK (basket-ball)
Maillots
Le Galatasaray SK est un club masculin turc de basket-ball évoluant en Süper Ligi, soit la première division du championnat de Turquie. Le club, section du club omnisports du Galatasaray SK, est basé dans la ville d'Istanbul.

## Historique

### Sponsoring
- 2005-2011 : Galatasaray Cafe Crown
- 2011-2013 : Galatasaray Medical Park
- 2013-2015 : Galatasaray Liv Hospital
- 2015-2018 : Galatasaray Odeabank
- depuis 2019 : Galatasaray Doğa Sigorta

## Palmarès
| Compétitions nationales | Compétitions internationales                                                |
| - Championnat de Turquie (5) - Vainqueur : 1969, 1985, 1986, 1990, 2013 - Finaliste : 1967, 1975, 1987, 2011, 2014 - Coupe de Turquie (3) - Vainqueur : 1970, 1972 et 1995 - Finaliste : 1969, 2013 - Coupe du Président de Turquie (2) - Vainqueur : 1985, 2011 - Finaliste : 1986, 1990, 1995, 2013 | - EuroCoupe (1) - Vainqueur : 2016 - Ligue des champions - Finaliste : 2025 |

## Joueurs et personnalités du club

### Entraîneurs
Le tableau suivant présente la liste des entraîneurs du club depuis 1966.
| Rang | Nom                            | Période   |
| ---- | ------------------------------ | --------- |
| 1    | Osman Kermen                   | 1966-1967 |
| 2    | Yalçın Granit                  | 1967-1968 |
| 3    | Petar Simenov                  | 1968-1970 |
| 4    | Cavit Altunay                  | 1970-1973 |
| 5    | Özer Salnur                    | 1973-1974 |
| 6    | Jim Richardson                 | 1974-1975 |
| 7    | Şengün Kaplanoğlu & İlker Esel | 1975      |
| 8    | Özer Salnur & İlker Esel       | 1976      |
| 9    | John Robert Gidding            | 1976-1977 |
| 10   | Özer Salnur                    | 1977-1979 |
| 11   | Koray Mincinozlu               | 1979-1980 |
| 12   | Fuat Tahir                     | 1980-1981 |

| Rang | Nom              | Période   |
| ---- | ---------------- | --------- |
| 13   | Koray Mincinozlu | 1981-1983 |
| 14   | Mehmet Baturalp  | 1983-1984 |
| 15   | Yalçın Granit    | 1984      |
| 16   | Halil Üner       | 1984      |
| 17   | Nur Germen       | 1984-1985 |
| 18   | Fehmi Sadıkoğlu  | 1985-1987 |
| 19   | Özer Salnur      | 1987      |
| 20   | Jack Avina       | 1987-1989 |
| 21   | Koray Mincinozlu | 1989      |
| 22   | Faruk Akagün     | 1989-1991 |
| 23   | Hakan Yavuz      | 1991-1992 |
| 24   | Mehmet Baturalp  | 1992-1993 |

| Rang | Nom                         | Période   |
| ---- | --------------------------- | --------- |
| 25   | Aydan Siyavuş               | 1993-1996 |
| 26   | Tolga Tuğsavul              | 1996      |
| 27   | Aydan Siyavuş & Hakan Yavuz | 1996-1997 |
| 28   | Tolga Tuğsavul              | 1997      |
| 29   | Aydan Siyavuş               | 1998      |
| 30   | Koray Mincinozlu            | 1998-1999 |
| 31   | Fehmi Sadıkoğlu             | 1999-2000 |
| 32   | Koray Mincinozlu            | 2000-2002 |
| 33   | Erman Kunter                | 2002-2003 |
| 34   | Halil Üner                  | 2003-2006 |
| 35   | Murat Özyer                 | 2006-2008 |
| 36   | Koray Mincinozlu            | 2009      |

| Rang | Nom                    | Période     |
| ---- | ---------------------- | ----------- |
| 37   | Okan Çevik             | 2009        |
| 38   | Cem Akdağ              | 2009-2010   |
| 39   | Oktay Mahmuti          | 2010-2012   |
| 40   | Ergin Ataman           | 2012-2017   |
| 41   | Erman Kunter           | 2017-2018   |
| 42   | Oktay Mahmuti          | 2018        |
| 43   | Ertuğrul Erdoğan       | 2018-2020   |
| 44   | Ömer Uğurata (tr)      | 2020-2021   |
| 45   | Ekrem Memnun (en)      | 2021-2022   |
| 46   | Andreas Pistiolis (en) | 2022-2023   |
| 47   | Zvezdan Mitrović       | 2023-2024   |
| 48   | Yakup Sekizkök (en)    | depuis 2024 |